# 渥美電鉄デホハ1形電車
渥美電鉄デホハ1形電車（あつみでんきてつどうデホハ1がたでんしゃ）は、渥美電鉄が開業時に新製した木造電車。
後年渥美電鉄が名古屋鉄道（名鉄）へ吸収合併されたことに伴い、モ150形と改称された。

## 沿革
1923年（大正12年）に日本車輌製造で製造された木造電車、渥美電鉄デホハ1形である。3両（1 - 3）が製造され、後にモ1形と改称された。
1940年（昭和15年）、名古屋鉄道が渥美電鉄を合併すると、モ150形151 - 153と改称・改番され、引き続き渥美線で運用される。
1954年（昭和29年）、名古屋鉄道が渥美線新豊橋 - 三河田原間を豊橋鉄道へ譲渡すると、モ150形も豊橋鉄道に譲渡される。
151と152は1966年（昭和41年）、153は1967年（昭和42年）に廃車となる。

## その他
- 渥美電鉄時代の1937年（昭和12年）、モ1形3（→153）は落雷で全焼する。翌年、車体を木南車輌製造で製作し復活している。
- 豊橋鉄道時代、モ150形は制御車ク2280形（2281 - 2283）と編成を組んでいた。ク2280形は、元三河鉄道のガソリン動車キ10形（名鉄キハ150形）であり、後に付随車化されたサ2280形として運用された車両である。
- モ152は、1945年（昭和20年）8月14日に天白変電所付近で米軍機より機銃掃射を受け、死者15人・負傷者16人をだす[2]（渥美線機銃掃射事件）。
- 写真や図面から登場時は乗降ステップ、救助網があった[2]。